# Liberalismus v Česku
Tento článek je historickým přehledem českých liberálních stran. Omezuje se na liberální strany, které mají větší voličskou podporu, tj. jsou nebo byly zastoupeny v parlamentu.

## Úvod
Liberalismus dorazil na území českých zemí v 19. století, když spadaly pod Rakousko-Uhersko. 
Liberálové se zformovali jako křídlo konzervativně-nacionalistické strany - Národní strany, známé pod názvem „Staročeši“. V roce 1874 založili vlastní stranu: Národní stranu svobodomyslnou (=liberální), známější jako „Mladočeši“. Čeští liberálové si zpravidla liberálové neříkali, ale dávali přednost slovům jako „pokrokový“ nebo národně sociální.

## Časový přehled
Příslušnost řady stran k liberalismu se podle různých politologických koncepcí liší, tento přehled proto je jen jedním z mnoha možných.

### Národní strana svobodomyslná – „Mladočeši“
- 1874: Čeští liberálové opouštějí Staročeskou stranu a zakládají Národní stranu svobodomyslnou (=liberální), známější pod názvem Mladočeši
- 1889: Jedna frakce Národní strany se připojuje k Mladočechům.
- 1897: Radikální křídlo vystupuje ze strany. Vzniká Strana radikálně pokroková
- 1899: Další frakce odchází. Vzniká Česká státoprávně demokratická strana (státoprávně-radikální)
- 1900: Část členů odchází do České strany lidové
- 1918: Strana se slučuje Českou státoprávně demokratickou stranou, Národní stranou a jinými menšími stranami konzervativní České státoprávní demokracie, která se o rok později přejmenuje na Československou národní demokracii (ČND)
- 1924: Spojenci prezidenta Masaryka opouštějí stranu, aby založili Národní stranu práce
- 1934: ČND se postupem času vyvinula v národně-konzervativní stranu a připojila se ke Straně národní jednoty, která měla nastolit vládu „pevné ruky“. Veškeré liberální myšlenky byly popřeny.

### Strana radikálně pokroková
- 1897: Odtržení Strany radikálně pokrokové od Národní strany svobodomyslné (liberální)
- 1908: Strana pohlcena Českou stranou státoprávně pokrokovou

### Národní socialisté/Liberální národní socialisté
- 1898: Socialisté a levicoví liberálové založili Národní stranu sociální
- 1918: Strana byla reorganizována a přejmenována na Českou socialistickou stranu
- 1926: Strana pohltila liberální Národní stranu práce a byla přejmenována na Československou národně socialistickou stranu
- 1948: Strana pokračovala v rámci Národní fronty podřízená KSČ pod názvem Československá strana socialistická.
- 1989 konec komunistické diktatury, strana se jako jedna z prvních organizací přidala na stranu protestujících
- 1990: neúspěch v prvních svobodných volbách
- 1993: Nový název Liberální strana národně sociální; strana má relativně malý význam
- 1995: Sloučení s Svobodnými demokraty pod názvem Svobodní demokraté – Liberální strana národně sociální
- 1997: Po neúspěšných volbách ze strany odcházejí především liberální Svobodní demokraté. Strana se přejmenovává na Českou stranu národně sociální

### Strana radikálně státoprávní / Strana státoprávně pokroková
- 1899: Strana radikálně státoprávní byla založena odcházejícími členy Národní strany
- 1908: Strana se sloučila s Radikální pokrokovou stranou do Strany státoprávně pokrokové
- 1918: Strana se sloučila s Národní liberální stranou a dalšími malými partajemi.

### Národní strana práce
- 1924: Liberální frakce Národních demokratů opouští stranu a zakládá Národní stranu práce
- 1926: Strana se sloučila s Československou stranou národně socialistickou

### Němečtí liberálové
- 1919: Němečtí liberálové v Československu se soustředili v Deutschdemokratische Freiheitspartei - Německé demokratické svobodné straně.
- 1938: Zánik

### Klub angažovaných nestraníků

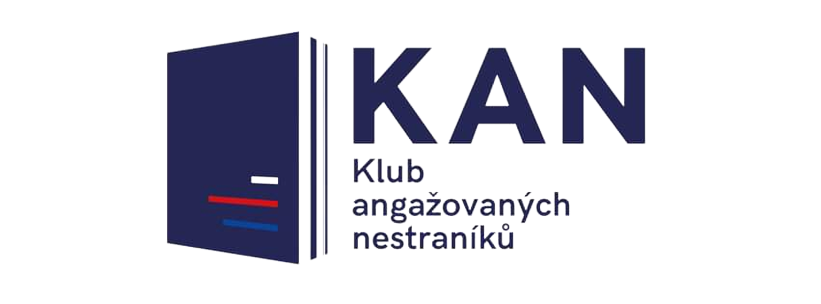
Logo KAN

- vznik 1968 jako pokus o politické angažování odpůrců komunismu v rámci Pražského jara
- po sovětské invazi uskupení zakázáno
- obnoveno po sametové revoluci, avšak vliv marginální

### Strana zelených
- vznik 1989

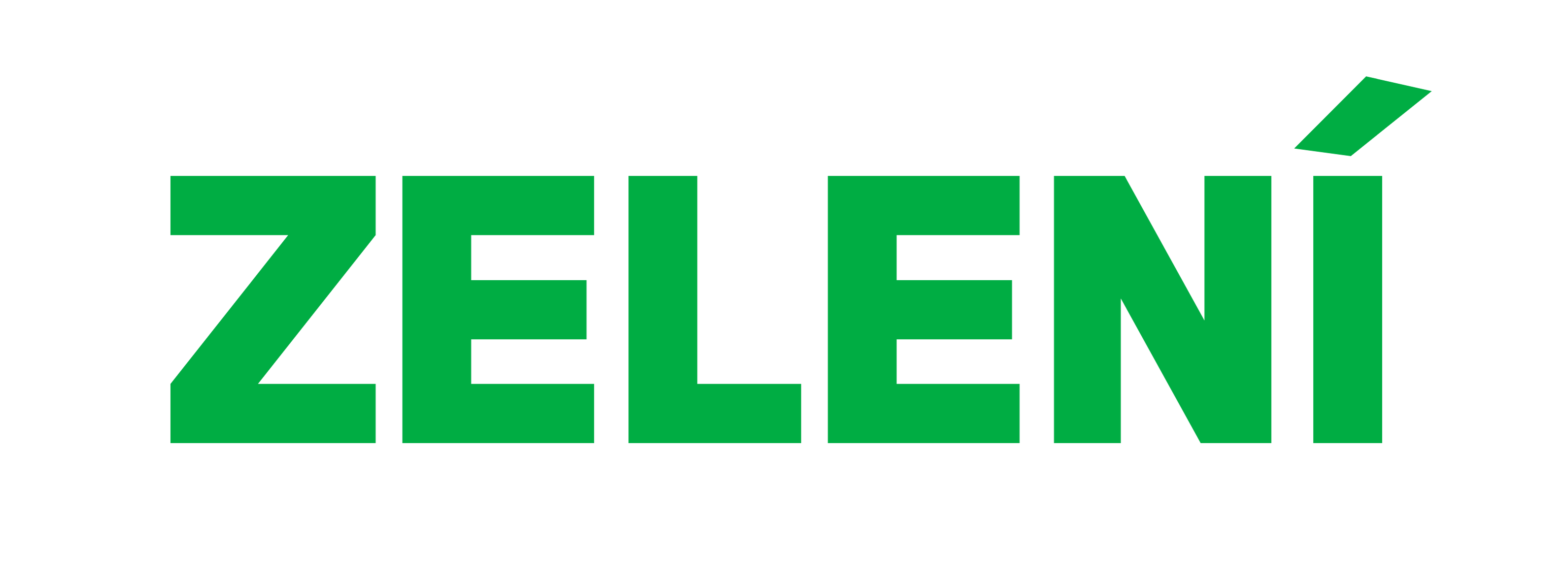
Logo Zelených

- návaznost na zelené hnutí v západní Evropě
- 2006 se strana dostává do sněmovny, součást druhé vlády Mirka Topolánka
- následuje rozštěpení a vypadnutí z Poslanecké sněmovny, od té doby pouze několik senátorů v Senátu (většinou bez samostatného klubu)

### Od Občanského hnutí k Liberální straně národně sociální

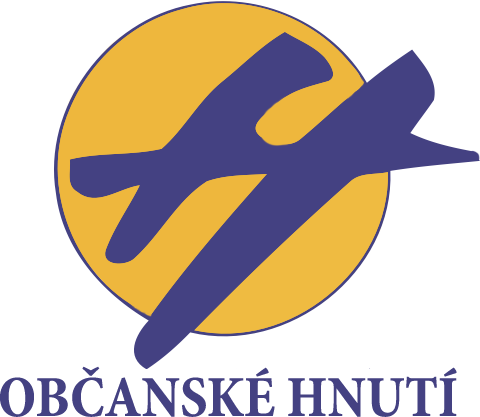
Logo Občanského hnutí

Logo SD–LSNS

- 1991: Část sociálních liberálů, působící v Občanském fóru, založila Občanské hnutí
- Představiteli premiér Petr Pithart, Pavel Rychetský, Miloš Zeman a další
- Hnutí se nedostává roku 1992 do parlamentu
- 1993: Strana přejmenována na Svobodné demokraty
- 1995: Strana se sloučila Liberální stranou národně sociální pod názvem Svobodní demokraté - Liberální strana národně sociální
- 1997: Po volebním neúspěchu v roce 1996 někteří Svobodní demokraté opouštějí stranu a v roce 1998 vytvářejí Stranu pro otevřenou společnost

### Občanská demokratická aliance

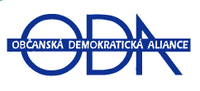
Logo ODA

- 1991: Při štěpení Občanského fóra se konzervativně-liberální frakce Občanská demokratická aliance (ODA) odtrhla a vytvořila samostatnou stranu. Až do voleb 1996 byla samostatně zastoupena v Poslanecké sněmovně.
- 2007: ODA po letech neúspěchů zanikla.

### Unie svobody

Logo US-DEU

- 1998: Protiklausovské křídlo ODS vytváří novou stranu - Unii svobody
- 2001: Strana se spojila s Demokratickou unií, vzniká název Unie svobody - Demokratická unie
- 2002: Strana kandiduje v koalici s KDU-ČSL, dostává se do Poslanecké sněmovny jako nejslabší strana. Přesto se stává stranou vládní, společně se sociálními demokraty a konzervativní KDU-ČSL. Jako středopravá liberální strana má v takovéto vládě velice těžkou pozici pro prosazování svého programu. I z tohoto důvodu rezignuje na svůj post předsedkyně Hana Marvanová.
- 2002-2004: Členové Evropského liberálního fóra se snaží přesvědčit stranu k vystoupení z vlády; úpadek preferencí
- 2004: Unie liberálních demokratů, kterou vede US-DEU, se nedostává do Evropského parlamentu
- 2006: propad ve volbách po kampani snažící se zalíbit alternativní mládeži vede k rezignaci vedení. Strana formálně přežívá, ale parlamentních voleb 2010 se již neúčastnila.
- 2011: 1. ledna strana formálně zanikla.

### Liberální reformní strana/Liberálové.cz
- 2002 vznikla kolem mladých exčlenů ODA s programem klasického liberalismu
- 2002 v listopadu uspěla v senátních volbách v Brně s nestraníkem Jiřím Zlatuškou
- 2004 její členové Milan Hamerský a Pavel Weiss byli na kandidátce Unie liberálních demokratů pro volby do Evropského parlamentu
- 2004 v říjnu vytvořila koaliční kandidátku se Stranou zelených pro krajské volby na jižní Moravě - Zelená pro Moravu (zisk 5,08% - 1 mandát LiRA, 2 mandáty SZ)
- 2006 volby do sněmovny, po neúspěšných jednáních s několika stranami, se liberálové rozhodli kandidovat jen na jižní Moravě s programem Férově-Jednoduše-Důstojně, a cílem prezentovat pro budoucnost svoji politiku, kampaň byla mediálně úspěšná
- 28.10. 2007 se zástupci LiRA zúčastnili Kongresu evropských liberálů

### Česká pirátská strana
- vznik 17. června 2009

Logo Pirátů

- hlásí se k pirátské politice, liberalismu a přímé demokracii.
- 2017 se dostává do Poslanecké sněmovny, a to jako 3. nejsilnější subjekt s 22 poslanci
- 2021 jde do sněmovních voleb v koalici s hnutím Starostové a nezávislí jako jeden z adeptů na vítězství, kandidátem na premiéra je předseda strany Ivan Bartoš
- ve volbách v říjnu 2021 končí koalice Piráti a Starostové na třetím místě a po volbách zahajuje jednání s vítěznou pravicovou koalicí SPOLU jednání o vstupu do vlády, vlivem preferenčních hlasů však Piráti získávají jen 4 poslance a stávají se nejslabším poslaneckým klubem ve Sněmovně

### Starostové a nezávislí

Logo STAN

- hnutí původně založeno roku 2004 jako regionální Nezávislí starostové pro kraj
- roku 2009 se pod vedením Petra Gazdíka transformují na celostátní hnutí
- spolupráce s TOP 09, společná kandidatura do sněmovny v letech 2010 a 2013,
- roku 2017 první samostatná kandidatura do sněmovny, hnutí nejslabší ve sněmovně
- v následujících letech růst, výrazný úspěch v krajských a senátních volbách - druhý nejsilnější senátorský klub
- 2021 kandidatura s Piráty v rámci koalice Piráti a Starostové - Starostům se koalice vyplácí, získávají 33 poslance a třetí nejsilnější poslanecký klub, jednání o vládě s vítěznou koalicí SPOLU

### Svobodní
- vznik 6. února 2009

Logo Svobodných

- hlásí se k liberálnímu konzervatismu
- hlásí se k odkazu liberální politiky, kterou v historii representovali politici jako např. Karel Havlíček Borovský nebo Alois Rašín
- zakladatel a první předseda Petr Mach
- zastoupení v Europarlamentu 2014 - 2017
- zastoupení v Senátu od roku 2020
- od založení patří k nejsilnějším mimosněmovním stranám, její podpora v posledním desetiletí kolísá většinou mezi 1,5% - 3% jak volebních preferencí tak výsledků voleb do PSP ČR

### TOP 09
- vznikla 26. listopadu 2009

Logo TOP 09

- hlásí se k pravici a liberálnímu konzervatismu
- zakladateli Karel Schwarzenberg a Miroslav Kalousek
- parlamentní stranou od roku 2010, vládní 2010 až 2013
- od roku 2021 součást koalice SPOLU s ODS a KDU-ČSL, koalice ve sněmovních volbách 2021 vítězná

### Liberálně ekologická strana
- vznikla 5. září 2013

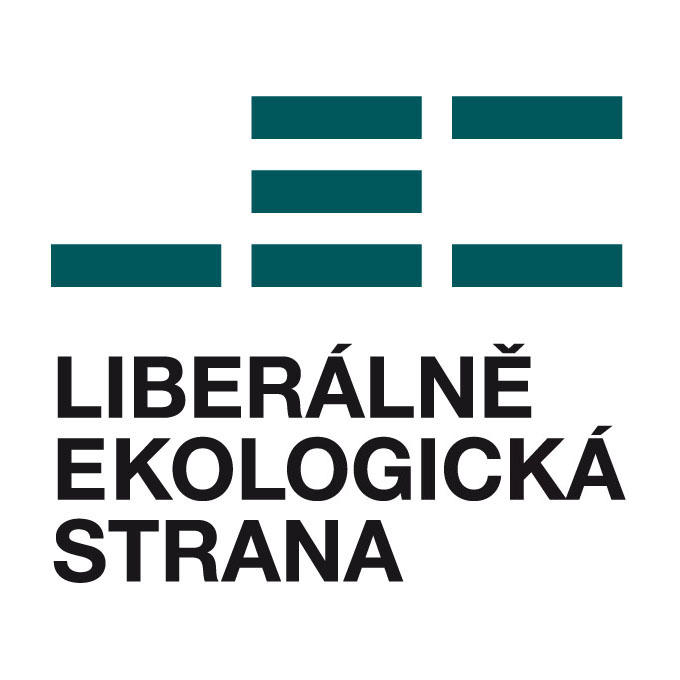
Logo LES

- spojuje liberalismus a environmentalismus
- zakladatelem Martin Bursík
- V roce 2021 několik měsíců sněmovní stranou - poslankyně Olga Sommerová se dostává do sněmovny jako náhradnice a je součástí klubu TOP 09, v říjnových volbách nekandiduje

### HLAS
- vzniklo 22. února 2019
- hlásí se k liberalismu
- zakladatel Pavel Telička

Logo hnutí Hlas

- samostatný mandát poslance v PSP nezastává, nicméně podpořil konkrétní kandidáty napříč celým spektrem kandidujících stran na základě hodnotových shod a 3 kandidáti uspěli. Jsou jimi Michal Zuna (TOP 09), Klára Kocmanová (Piráti) a Martina Lisová (TOP 09)